# Pruebas ad hoc
Pruebas Ad hoc es un término utilizado para la realización de pruebas de software sin planificación ni documentación, pero puede aplicarse a las aplicaciones de una manera rápida pero no exhaustiva.
Las pruebas están destinadas a ser ejecutadas sólo una vez, a menos que aparezca un fallo. Las pruebas ad hoc son el método de prueba menos formal. Como tal, ha sido criticado por no estar estructurado y, por lo tanto, los errores encontrados utilizando este método pueden ser más difíciles de reproducir (ya que no hay casos de prueba escritos). Sin embargo, la ventaja de las pruebas ad hoc es que los errores importantes pueden ser encontrados rápidamente.
Las pruebas ad hoc son improvisadas: el tester busca encontrar errores de software por cualquier medio posible. Las pruebas ad hoc pueden ser vista como una pequeña versión de la predicción de errores, que a su vez es una versión menor del exploratory testing.
- Datos: Q3822001